# Euristica della disponibilità
L'euristica della disponibilità è una scorciatoia mentale che si basa su esempi immediati che arrivano alla mente di una determinata persona quando valuta un argomento, un concetto, un metodo o una decisione specifici. L'euristica della disponibilità parte dal presupposto che se qualcosa può essere facilmente richiamato alla mente deve essere importante, o almeno più importante delle soluzioni alternative che non sono così prontamente richiamabili.
Secondo questa dinamica le persone tendono a orientare pesantemente i loro giudizi su argomenti oggetto di informazioni più recenti, facendosi nuove opinioni erroneamente condizionate dalle ultime notizie.
La disponibilità delle conseguenze associate a un'azione è correlata positivamente alle percezioni della portata delle conseguenze di quell'azione: in altre parole, più è facile ricordare le conseguenze di qualcosa, più queste conseguenze saranno percepite come più importanti. Spesso le persone si affidano acriticamente al contenuto delle loro credenze se le loro implicazioni non sono messe in discussione dalla difficoltà che hanno nell'esaminare l'argomento in questione.

## Panoramica e cronologia
Prima del lavoro di Daniel Kahneman e Amos Tversky, la teoria predominante nel settore del giudizio umano era che gli esseri umani fossero attori razionali. Tuttavia alla fine degli anni 1960 e nei primi anni 1970, Tversky e Kahneman hanno cominciato il lavoro su una serie di articoli che esaminavano "euristica e pregiudizi" utilizzati in un processo di giudizio in situazione di incertezza. Hanno così dimostrato che il giudizio in condizioni di incertezza spesso si basa su un numero limitato di semplificare euristiche, piuttosto che su svariati processi di lavorazione algoritmica. Presto questa idea si è diffusa al di là di psicologia accademica, in campi come la Giurisprudenza, la Medicina, le Scienze Politiche. Questa ricerca ha messo in discussione l'adeguatezza descrittiva di modelli idealizzati di giudizio e ha offerto un'intuizione sui processi cognitivi che spiegano l'errore umano senza invocare irrazionalità motivate.
Una semplificazione strategica a cui le persone si affidano è la tendenza a dare un giudizio circa la frequenza di un evento in base a quanti casi simili le vengano a mente. Nel 1973, Amos Tversky e Daniel Kahneman - che per primi hanno studiato questo fenomeno- hanno coniato il termine "disponibilità euristica". L'euristica della disponibilità è quindi una scorciatoia mentale che si basa su esempi immediati che vengono in mente ad una persona quando questi valuta un argomento specifico, concetto, metodo o decisione. Le persone tendono a utilizzare un fatto prontamente disponibile per orientare le proprie credenze anche su un concetti relativamente lontani. Molta ricerca è stata condotta a proposito di questo tipo di euristica, ma gli studi sul tema non sono ancora concordi riguardo al processo sottostante a questo funzionamento automatico. Alcuni studi dimostrano che le manipolazioni destinate a incrementare l'esperienza personale di facilità di richiamo alla mente sono anche suscettibili di influenzare la quantità di richiamo. questo rende inoltre difficile determinare se le stime ottenute di frequenza, probabilità o tipicità si basano su esperienze fenomeniche dei partecipanti o su un campione errato di parte di informazioni richiamate.
Alcuni libri di testo tuttavia hanno scelto la seconda interpretazione introducendo l'euristica della disponibilità come: "basare i propri giudizi sempre su ciò che viene in mente". Per esempio, se a una persona viene chiesto se ci sono più parole in lingua inglese che iniziano con t o con k, la persona che sarà in grado di pensare a più parole che iniziano con la lettera t, concluderà che l'iniziale t è più frequente di quanto non lo sia k.

## Ricerca
Nel 1967 Chapman ha descritto un "bias" nel giudizio sulla frequenza con la quale due eventi si verificano insieme. Questa dimostrazione ha mostrato che la co-presenza di stimoli appaiati porti i partecipanti a sopravvalutare la frequenza dell'occorrenza di questi appaiamenti

per testare questa idea, i partecipanti hanno avuto informazioni su diversi ipotetici pazienti mentali. I dati relativi a ogni paziente consistevano in una diagnosi clinica e in un disegno fatto da parte del paziente. In seguito, i partecipanti dovevano stimare la frequenza con cui ogni diagnosi si accompagnava a particolari caratteristiche del disegno. I soggetti testati sovrastimarono enormemente la frequenza di questa co-occorrenza (con elementi come 'sospettosità' e 'occhi particolari'). Questo effetto è stato etichettato "correlazione illusoria". Tversky e Kahneman suggerirono che la disponibilità di informazioni fornisce una base naturale per il verificarsi dell'effetto illusorio-correlazionale. La forza dell'associazione tra due eventi potrebbe fornire la base per il giudizio di frequenza sulla coesistenza di due eventi. Quando l'associazione è forte, diventa più probabile concludere che gli eventi sono frequentemente accoppiati: si ritiene che le associazioni forti occorrano più frequentemente.
Nelle prime indagini di euristica della disponibilità di Tversky & Kahneman fu chiesto a dei soggetti: "Se una parola casuale è tratta da un testo inglese, è più probabile che la parola inizi con una K, o che K sia la terza lettera?" Il presupposto era che alle persone di lingua inglese sarebbero facilmente venute a mente immediatamente molte parole che iniziano con la lettera "K" (kangaroo, kitchen, kale), mentre ci sarebbe voluto uno sforzo più concentrato per pensare a qualsiasi parola in cui "K" è il terza lettera (acknowledge, ask). I risultati hanno indicato che i partecipanti hanno sovrastimato il numero di parole inizianti con la lettera "K" ed hanno sottovalutato il numero di parole che avevano "K" come terza lettera. Tversky e Kahneman hanno concluso che le persone rispondono a domande come queste confrontando la disponibilità delle due categorie e valutando la facilità con cui possono richiamare queste istanze. In altre parole, è più facile pensare alle parole che iniziano con "K", più che a parole con "K" come terza lettera. Pertanto, le persone giudicano le parole che iniziano con una "K" come un evento più ricorrente. In realtà, un testo standard inglese contiene il doppio delle parole che hanno "K" come terza lettera rispetto a "K" come prima lettera. Ci sono tre volte più parole con "K" nella terza posizione rispetto alle parole che iniziano con "K".
Nel lavoro principale di Tversky e Kahneman essi inclusero i risultati di numerosi altri studi, che offrivano supporto alla teoria della euristica della disponibilità.
Oltre alle loro scoperte nello studio "K", riscontrarono ad esempio che:
- Quando ai partecipanti venivano mostrate due strutture visive e veniva loro chiesto di scegliere la struttura che avesse più percorsi, i soggetti testati vedevano più percorsi nella struttura che ne aveva di più evidenti disponibili. Nella struttura scelta dai partecipanti infatti c'erano più colonne e percorsi ovvi più brevi, quindi più disponibili al loro riconoscimento.
- Quando ai partecipanti veniva chiesto di completare compiti che comportavano una stima, spesso essi sottovalutavano il risultato finale. I partecipanti basavano la loro stima finale su una rapida prima impressione del problema.
- I partecipanti entravano particolarmente in crisi quando i problemi consistevano in più passaggi. Ciò si verificava perché i partecipanti stavano basando la loro stima su un'impressione iniziale. I partecipanti non tenevano conto dell'elevato tasso di crescita nelle fasi successive, a causa dell'impressione formatasi nei passaggi valutativi iniziali. Quanto sopra è stato mostrato ulteriormente in un test di stima di una moltiplicazione, in cui i numeri sono stati presentati come 1x2x3x4x5x6x7x8 o 8x7x6x5x4x3x2x1. I partecipanti a cui sono stati mostrati per primi i numeri più grandi (8x7x6...), hanno stimato un risultato significativamente più alto rispetto ai partecipanti a cui sono stati mostrati per primi i numeri bassi (1x2x3...). Ai partecipanti è stata concessa solo una breve quantità di tempo per effettuare la stima, pertanto essi hanno basato le loro stime su ciò che era facilmente disponibile: in questo caso i primi numeri della sequenza.

## Spiegazione
Molti ricercatori hanno tentato di identificare il processo psicologico che crea la disponibilità euristica.
Tversky e Kahneman sostengono che il numero di esempi richiamati dalla memoria viene usato per dedurre la frequenza con cui si verificano tali istanze. In un esperimento per testare questa spiegazione, i partecipanti hanno ascoltato elenchi di nomi contenenti 19 donne famose e 20 uomini meno famosi o 19 uomini famosi e 20 donne meno famose. Successivamente, è stato chiesto ad alcuni partecipanti di ricordare il maggior numero possibile di nomi, mentre ad altri è stato chiesto di stimare se i nomi maschili o femminili fossero più frequenti nella lista. I nomi delle celebrità famose sono stati richiamati più frequentemente rispetto a quelli delle celebrità meno famose. La maggioranza dei partecipanti ha giudicato erroneamente che il genere associato a nomi più famosi era stato presentato più spesso del genere associato a nomi meno famosi. Tversky e Kahneman sostengono che, sebbene l'euristica disponibilità sia una strategia efficace in molte situazioni, quando se ne giudica l'utilizzo probabilistico si possono incontrare modelli prevedibili di errori.
Schwarz e i suoi colleghi, d'altra parte, hanno proposto la facilità della spiegazione del recupero, in cui la facilità con cui gli esempi vengono in mente, non il numero di esempi, è usato per inferire la frequenza di una data classe. In uno studio di Schwarz e colleghi per testare la loro spiegazione, ai partecipanti è stato chiesto di ricordare sei o dodici esempi del loro comportamento assertivo o molto poco assertivo. Successivamente è stato chiesto ai partecipanti di valutare la propria assertività. Il pretesto aveva indicato che, sebbene la maggior parte dei partecipanti fosse in grado di generare dodici esempi, questo era un compito difficile. I risultati hanno indicato che i partecipanti si sono classificati come più assertivi dopo aver descritto sei esempi di assertività rispetto a condizioni di comportamento non assertivo, ma si sono classificati come meno assertivi dopo aver descritto dodici esempi di assertività rispetto a condizioni di comportamento non assertivo. Lo studio ha evidenziato che la misura in cui il contenuto richiamato ha influenzato il giudizio è stata determinata dalla facilità con cui il contenuto poteva essere richiamato alla mente (era più facile richiamare 6 esempi che 12), piuttosto che la quantità di contenuti richiamati alla mente.
Rricerche condotte da Vaugh (1999) hanno esaminato gli effetti dell'incertezza sull'uso dell'euristica della disponibilità. Agli studenti universitari è stato chiesto di elencare tre o otto diversi metodi di studio che potevano utilizzare per ottenere una A agli esami finali. I ricercatori hanno anche manipolato il tempo durante il semestre in cui avrebbero chiesto agli studenti di completare il questionario. A circa la metà dei partecipanti è stata richiesta durante la terza settimana di lezioni e all'altra metà è stata chiesta l'ultimo giorno di lezione. Successivamente, ai partecipanti è stato chiesto di valutare la probabilità di ottenere un A nelle classi più facili e difficili. Ai partecipanti è stato quindi chiesto di classificare le difficoltà incontrate nel ricordare gli esempi che avevano elencato in precedenza. I ricercatori hanno ipotizzato che gli studenti usassero la disponibilità euristica, in base al numero di metodi di studio che hanno elencato, per prevedere il loro voto solo quando richiesto all'inizio del semestre e sulla loro finale più difficile. Non ci si aspettava che gli studenti usassero l'euristica disponibilità per prevedere il loro voto alla fine del semestre o sulla loro finale più facile. I ricercatori hanno previsto questo uso della disponibilità euristica perché i partecipanti sarebbero stati incerti sulle loro prestazioni nel corso del semestre. I risultati hanno indicato che gli studenti hanno utilizzato la disponibilità euristica, basandosi sulla facilità di richiamo dei metodi di studio che hanno elencato, per prevedere la loro performance quando è stato chiesto all'inizio del semestre e sulla loro finale più difficile. Chi aveva elencato tre metodi di studio, ha previsto un voto più alto alla fine del semestre nella sua prova finale più difficile. Chi aveva elencato otto metodi di studio, ha avuto più difficoltà a ricordare i metodi e quindi ha previsto un voto finale più basso nella sua prova finale più difficile. I risultati non sono stati visti nella condizione finale facile perché gli studenti erano certi che avrebbero ottenuto un A, indipendentemente dal metodo di studio. I risultati hanno supportato questa ipotesi e hanno dimostrato che i livelli di incertezza influenzano l'uso dell'euristica della disponibilità

### Influenza dei mass media
Dopo la diffusione di notizie su rapimenti di minori, le persone possono giudicare la probabilità di questo evento maggiore di quanto non sia. La copertura mediatica può aiutare ad alimentare la distorsione, grazie a un'ampia copertura di eventi insoliti, come omicidi o incidenti di compagnie aeree, e una minore copertura di eventi di routine, meno sensazionali, quali malattie comuni o incidenti automobilistici. Ad esempio, quando viene chiesto di valutare le diverse probabilità tra le cause di morte, si tende a valutare eventi "degni di nota" come più probabili, perché possono richiamare alla mente più facilmente un esempio. Inoltre, eventi insoliti e vividi come omicidi, attacchi di squali o fulminazioni sono più spesso riportati dai mass media rispetto alle cause di morte comuni e non sensazionali come le malattie comuni.
Ad esempio molte persone pensano che la probabilità di morire a causa di attacchi di squali sia maggiore di quella di morire a seguito della caduta di parti di aeroplano, quando invece più persone muoiono effettivamente per quest'ultimo motivo. Quando si verifica un attacco di squalo, i decessi sono ampiamente riportati nei media, mentre i decessi causati dall'essere colpiti da parti di aerei sono raramente coperti dai notiziari.
In uno studio del 2010 che esaminava come vengono utilizzate scene visive ad alto impatto emotivo quando si formano giudizi di realtà sociale, le persone che guardavano programmi con immagini violente hanno dato stime più elevate della prevalenza del crimine e della immoralità della polizia nel mondo reale rispetto a coloro che non furono esposti a così 'vivide' riprese. Questi risultati suggeriscono che la violenza televisiva ha in realtà un impatto causale diretto sulle credenze della realtà sociale degli spettatori. L'esposizione ripetuta a esplicite violenze porta ad un aumento delle stime di rischio delle persone sulla prevalenza di criminalità e violenza nel mondo reale.
In contrasto con questi risultati, i ricercatori di uno studio simile hanno sostenuto che questi effetti potrebbero essere invece dovuti agli effetti delle nuove informazioni acquisite. I ricercatori hanno testato il nuovo effetto informativo mostrando film che descrivono eventi di rischio drammatico e misurando la valutazione del rischio degli spettatori dopo il film. Contrariamente alle precedenti ricerche, non hanno riscontrato effetti sulla percezione del rischio dovuti all'esposizione a film drammatici.

### Salute
I ricercatori hanno esaminato il ruolo dell'euristica cognitiva nel processo di valutazione del rischio AIDS. 331 medici hanno riferito di preoccuparsi dell'esposizione HIV sul posto di lavoro e dell'esperienza con pazienti che hanno contratto l'HIV. Analizzando le risposte ai questionari distribuiti, i ricercatori hanno concluso che la disponibilità di informazioni sull'AIDS non era strettamente correlata al rischio percepito.
I partecipanti a uno studio del 1992 hanno dovuto leggere delle descrizioni di casi di pazienti ipotetici che variavano per sesso e preferenze sessuali. Questi pazienti ipotetici mostravano sintomi di due diverse malattie. Ai partecipanti è stato richiesto di indicare quale malattia pensavano che il paziente avesse oltre poi a valutare la responsabilità del paziente e la desiderabilità interazionale. Coerentemente con la disponibilità euristica, è stata scelta la più comune influenza o la malattia più pubblicizzata (AIDS).

### Economia
Uno studio ha cercato di analizzare il ruolo dell'euristica della disponibilità nei mercati finanziari. I ricercatori hanno definito e testato due aspetti dell'euristica della disponibilità:
- Disponibilità di risultati - disponibilità di risultati di investimento positivi e negativi, e
- Disponibilità del rischio - disponibilità del rischio finanziario.[15]

Nei giorni di notevoli mosse del mercato azionario, le reazioni anormali dei prezzi delle azioni agli aggiornamenti sono più deboli rispetto a quelle dei downgrade. Questi effetti di disponibilità sono ancora significativi anche dopo aver controllato fattori specifici dell'evento e specifici dell'azienda.
Allo stesso modo, la ricerca ha sottolineato che, sotto la disponibilità euristica, gli esseri umani non sono affidabili perché valutano le probabilità dando più peso alle informazioni correnti o facilmente richiamabili invece di elaborare tutte le informazioni pertinenti. Poiché le informazioni riguardanti lo stato attuale dell'economia sono prontamente disponibili, i ricercatori hanno tentato di esporre le proprietà dei cicli economici per prevedere il pregiudizio di disponibilità nelle previsioni di crescita degli analisti. Hanno così mostrato che l'euristica della disponibilità ha il suo peso nell'analisi previsionionale e influenza gli investimenti.
In effetti, gli investitori utilizzano la disponibilità euristica per prendere decisioni, ostacolando così la probabilità di successo del loro investimento. Le percezioni persistenti di un investitore in un contesto di mercato disastroso potrebbero indurre gli investitori a considerare le opportunità di investimento attraverso un obiettivo eccessivamente negativo, rendendo meno allettante prendere in considerazione il rischio di investimento, a prescindere da quanto piccoli siano gli investimenti percepiti "sicuri". Per illustrare questo fenomeno, il Global Investor Sentiment Survey 1 di Franklin Templeton ha chiesto agli individui di esprimersi sull'andamento dell'indice S&P 500 realizzato nel 2009, 2010 e 2011. Il 66% degli intervistati ha dichiarato di ritenere che il mercato fosse piatto o in calo nel 2009, il 48% ha dichiarato lo stesso per il 2010 e il 53% ha anche detto lo stesso per il 2011. In realtà, l'S&P 500 ha registrato un rendimento annuale del 26,5% nel 2009, un rendimento annuo del 15,1% nel 2010 e un rendimento annuale del 2,1% nel 2011, il che significa che percezioni persistenti basate su eventi drammatici e impattanti influenzano il processo decisionale anche quando tali eventi sono finiti.
Inoltre, uno studio di Hayibor e Wasieleski ha scoperto che la disponibilità di altri che credono che un determinato atto sia moralmente accettabile è positivamente correlato alla percezione altrui della moralità di quell'atto. Ciò suggerisce che la disponibilità euristica ha anche un effetto sul processo decisionale [etico] e sul comportamento etico nelle organizzazioni.

### Educazione
Uno studio condotto da Craig R. Fox fornisce un esempio di come l'euristica della disponibilità possa funzionare in classe. In questo studio, Fox verificò se la difficoltà del 'richiamo' influenzava il giudizio, in particolare con le valutazioni del corso tra studenti universitari. Nel suo studio ha richiesto a due gruppi di completare un modulo di valutazione del corso. Ha chiesto al primo gruppo di scrivere due miglioramenti consigliati per il corso (un compito relativamente facile) e quindi di scrivere due commenti positivi sul corso. Al secondo gruppo è stato chiesto di scrivere dieci suggerimenti in cui il professore potrebbe migliorare (un compito relativamente difficile) e quindi scrivere due commenti positivi sul corso. Alla fine della valutazione a entrambi i gruppi è stato chiesto di valutare il corso su una scala da uno a sette. I risultati hanno mostrato che gli studenti cui era stato chiesto di scrivere dieci suggerimenti (compito difficile) hanno valutato il corso meno duramente perché era più difficile per loro ricordare le informazioni. Gli studenti con la valutazione più semplice a due 'reclami' hanno avuto invece meno difficoltà in termini di disponibilità di informazioni, quindi hanno valutato il corso più duramente.

### Giustizia
I media di solito si concentrano su casi violenti o estremi, che sono più facilmente recepiti dalla mente del pubblico. Questo fattore può entrare in gioco quando è il momento per il sistema giudiziario di valutare e determinare la punizione appropriata per un crimine.
In uno studio, gli intervistati hanno valutato quanto concordavano con leggi e politiche ipotetiche come "Vorresti sostenere una legge che imponesse a tutti i trasgressori condannati per reati disarmati di scontare una pena detentiva minima di due anni?" I partecipanti hanno quindi letto i casi e valutato ciascun caso rispondendo a diverse domande sulla punizione. Come ipotizzato, gli intervistati hanno ricordato più facilmente da memoria a lungo termine storie che contenevano gravi danni, i quali sembravano influenzare le loro scelte di condanna spingendoli a punizioni più severe. Ciò può essere eliminato aggiungendo dettagli concreti o contestualizzati nelle storie di reato relative a lesioni meno gravi.
Uno studio simile ha chiesto a giurati e studenti universitari di scegliere le sentenze su quattro gravi casi criminali in cui il carcere era un possibile ma non inevitabile risultato di condanna. Gli intervistati che hanno risposto alle domande sulle prestazioni giudiziarie sulla base dell'opinione pubblica hanno formulato un quadro di ciò che i giudici fanno e quindi hanno valutato l'adeguatezza di tale comportamento. Gli intervistati hanno richiamato informazioni pubbliche sul crimine e sulla condanna. Questo tipo di informazioni è incompleto perché i mezzi di informazione presentano una selezione altamente selettiva e non rappresentativa del crimine, concentrandosi sul violento e sull'estremo, piuttosto che sull'ordinario. Questo fa sì che la maggior parte della gente pensi che i giudici siano troppo indulgenti. Ma, quando è stato chiesto di scegliere le punizioni, le sentenze date dagli studenti erano uguali o meno severe di quelle date dai giudici. In altre parole, la disponibilità euristica faceva credere alla gente che giudici e giurati erano troppo indulgenti in aula, ma i partecipanti emettevano pronunce simili quando venivano posti nella posizione del giudice, suggerendo che le informazioni che ricordavano non erano corrette.
I ricercatori del 1989 predissero che i giurati finti avrebbero giudicato un testimone "più" ingannatore se il testimone avesse testimoniato sinceramente "prima di" mentire rispetto al momento in cui fosse stato scoperto. Se l'euristica della disponibilità aveva un ruolo in questo, la seconda modalità sarebbe rimasta nella mente dei giurati (poiché era più recente) e molto probabilmente avrebbero ricordato la testimonianza falsa piuttosto che la veridicità. Per verificare l'ipotesi, 312 studenti universitari hanno svolto il ruolo di finti giurati e hanno visto una videocassetta di un testimone che presentava una testimonianza durante un processo. I risultati hanno confermato l'ipotesi, poiché i giurati finti sono stati più influenzati dall'atto più recente.

### Percezione del rischio
Precedenti studi hanno indicato che spiegare un evento ipotetico rende l'evento più probabile attraverso la creazione di connessioni causali.
Tuttavia, tali effetti potrebbero derivare dall'uso dell'euristica della disponibilità. La probabilità soggettiva viene cioè aumentata da un evento che diventa più facile da immaginare.

### Effetti della vividezza
Due studi condotti su 108 studenti universitari hanno studiato l'impatto che informazioni 'vivide/esplicite' hanno sulla formazione del giudizio sociale e nel suo ruolo dell'l'euristica della disponibilità nel mediare gli effetti della vividezza.
Nello studio 1, fu fatta ascoltare una registrazione su nastro in cui veniva descritta una donna che viveva con suo figlio di 7 anni. I soggetti ascoltarono argomenti sull'idoneità della donna come genitore e furono invitati a trarre le proprie conclusioni riguardo alla sua forma fisica o alla sua inidoneità. Si è scoperto che il linguaggio concreto e colorito aveva influenzato i giudizi sull'idoneità della donna come madre.
Nello studio 2, veniva presentata ai partecipanti una serie di nomi maschili e femminili; per ogni nome, ai soggetti veniva comunicata l'affiliazione universitaria dell'individuo (Yale University o Stanford University). Quando venivano presentati alcuni nomi, ai soggetti veniva anche mostrata una fotografia che presumibilmente raffigurava l'individuo nominato. In seguito, per valutare quali argomenti potevano ricordare (come misura della disponibilità), è stato ripresentato ogni nome, così come la fotografia appropriata laddove ne era stata presentata una in origine. Lo studio ha valutato se la visualizzazione o la mancata visualizzazione di fotografie preveniva le stime dei soggetti rispetto alla percentuale di studenti di Yale (vs Stanford) nel campione di uomini e donne il cui nome appariva nell'elenco originale e se queste percentuali stimate fossero correlate in modo causale alla memoria degli intervistati per le affiliazioni universitarie dei singoli studenti sulla lista. La presenza di fotografie ha influenzato i giudizi sulla percentuale di studenti maschi e femmine delle due università. Tali effetti sono stati generalmente attribuiti alla pronta accessibilità delle informazioni presentate in modo vivido in memoria, vale a dire alla disponibilità euristica.
In entrambi gli studi, la vividezza ha influenzato sia la disponibilità (capacità di richiamo) sia i giudizi. Tuttavia, i risultati della modellizzazione causale hanno indicato che l'euristica della disponibilità non ha avuto un ruolo nel processo di valutazione.

### Giudizio su frequenze e probabilità
In generale, la disponibilità è correlata alla frequenza ecologica, ma entrano in gioco anche altri fattori. Di conseguenza, il ricorso all'euristica della disponibilità porta a pregiudizi sistematici. Tali pregiudizi sono dimostrati nella frequenza giudicata di classi di parole, di esiti combinatori e di eventi ripetuti. Il fenomeno della correlazione illusoria è spiegato come un pregiudizio di disponibilità.
Nella ricerca originale di Tversky e Kahneman (1973), i tre principali fattori discussi sono frequenza di ripetizione, frequenza di co-occorrenza e correlazione illusoria. L'uso della frequenza di ripetizioni aiuta nel recupero di istanze rilevanti. L'idea alla base di questo fenomeno è che più un'istanza viene ripetuta all'interno di una categoria o di un elenco, più forte diventa il collegamento tra le due istanze. Gli individui quindi usano la forte associazione tra le istanze per determinare la frequenza di un'istanza. Di conseguenza, l'associazione tra la categoria/elenco e l'istanza specifica spesso influenza i giudizi di frequenza. La frequenza di co-occorrenza è correlata fortemente alla Frequenza della ripetizione, in modo tale che più una coppia di articoli viene ripetuta, più forte diventa l'associazione tra i due elementi, determinando un errore nella stima della frequenza di co-occorrenza. A causa dei fenomeni di frequenza di co-occorrenza, anche Le correlazioni illusorie svolgono spesso un ruolo importante.
Un altro fattore che influenza l'euristica della disponibilità in frequenza e probabilità è l'"esemplare". "Esemplari" sono gli esempi tipici che emergono durante il processo di richiamo alla mente. Richiesto agli intervistati informazioni dimensionali su un set di dati (es.: quanti uomini e quante donne ci sono nella classe), questi userebbero degli "esemplari" per determinare le dimensioni di ciascun set. I partecipanti ricaverebbero la loro risposta dalla facilità di richiamare i nomi che li hanno colpiti. I partecipanti hanno letto un elenco di nomi di membri di una classe per 30 secondi, quindi ai partecipanti è stato chiesto il rapporto uomo-donna della classe. La risposta del partecipante dipenderà dal "richiamo di esemplari". Se il partecipante leggendo la lista ha ricordato di aver visto nomi maschili più comuni, come Jack, ma gli unici nomi femminili nella classe erano nomi insoliti, come Deepika, allora il partecipante ricorderà che c'erano più uomini che donne. Il contrario sarebbe vero se ci fossero più nomi femminili comuni nella lista e nomi maschili non comuni. A causa della disponibilità euristica, i nomi più facilmente disponibili sono più suscettibili di essere richiamati alla mente e possono quindi alterare i giudizi di probabilità.
Un altro esempio della disponibilità euristica ed esemplare sarebbe vedere uno squalo nell'oceano. Vedere uno squalo ha un impatto maggiore sulla memoria di un individuo piuttosto che vedere un delfino. Se qualcuno vede sia gli squali che i delfini nell'oceano, sarà meno consapevoli di vedere i delfini, perché i delfini hanno meno impatto sulla loro memoria. A causa del maggiore impatto del vedere uno squalo, l'euristica disponibilità può influenzare il giudizio di probabilità del rapporto tra squali e delfini nell'acqua. Quindi, un individuo che ha visto sia uno squalo che un delfino assumerebbe un rapporto più elevato di squali nell'acqua, anche se in realtà ci sono più delfini.

## Critiche

### Facilità di richiamo come critica
Una delle prime e più potenti critiche dell'originale studio di Tversky e Kahneman sulla disponibilità euristica è stato lo studio di Schwarz et al. che ha scoperto che la facilità di richiamo era una componente chiave nel determinare se un concetto fosse disponibile. Da allora molti studi hanno ribadito questa critica del modello euristico di disponibilità originale, sostenendo che la facilità del fattore di richiamo diviene un aspetto integrante della disponibilità euristica stessa (vedi la sezione Ricerche).

### Spiegazioni alternative
Gran parte delle critiche contro l'euristica della disponibilità sostiene che l'utilizzo dei contenuti disponibili nella nostra mente non si basa sulla facilità di richiamo, come suggerito da Schwarz e altri.
Ad esempio, si potrebbe sostenere che richiamare più parole che iniziano con K rispetto a parole con la terza lettera come K, potrebbe derivare dal modo in cui classifichiamo e processiamo le parole nella nostra memoria. Se categorizziamo le parole per prima lettera e le richiamiamo attraverso lo stesso processo, questo indirizzerebbe più verso la "rappresentatività" euristica rispetto alla "disponibilità" euristica.
Basandosi su questo tipo di argomentazioni alcuni ricercatori hanno affermato che gli studi classici sull'Euristica della disponibilità sono troppo vaghi in quanto non tengono conto dei processi mentali sottostanti delle persone.
Infatti, uno studio condotto da Wanke et al. ha dimostrato che questo scenario può verificarsi in situazioni utilizzate per testare l'euristica della disponibilità.
I prossimi studi dovrebbero essere indirizzati a determinare se e quando si verifichi questa dinamica alternativa.
Una seconda linea di studi ha dimostrato che la stima della frequenza potrebbe non essere l'unica strategia che usiamo quando formuliamo giudizi di frequenza. Una recente ricerca ha dimostrato che la nostra memoria di lavoro situazionale può accedere a memorie a lungo termine e questo processo di recupero della memoria include la capacità di determinare probabilità più accurate.
Questo risultato suggerisce che dovrebbero essere condotte ulteriori ricerche per determinare quanta attivazione della memoria influisce sull'euristica della disponibilità.